# Ретезату
Ретезату (рум. Retezatu) — село у повіті Яломіца в Румунії. Входить до складу комуни Стелніка.
Село розташоване на відстані 142 км на схід від Бухареста, 44 км на схід від Слобозії, 66 км на північний захід від Констанци, 109 км на південь від Галаца.